# Biblioteca pública de Namsan
La Biblioteca pública de Namsan (en coreano: 서울특별시립남산도서관) es una biblioteca ubicada en Yongsan-gu cerca del monte Namsan de Seúl, en Corea del Sur. Desde su creación el 22 de octubre de 1922 durante la ocupación japonesa, la biblioteca ha sido dueña de una variedad de recursos que abarcan hoy en día desde los antiguos libros históricos, los libros japoneses contemporáneos hasta libros de tecnología digital. La biblioteca está situada a 1 km de la estación de Myeong-dong, hay además varias paradas de autobuses de Seúl cerca la biblioteca.